# Albonai Köztársaság
Az Albonai Köztársaság (Repúbblica di Albona, Labinska republika) egy rövid életű bányászköztársaság volt 1921-ben az isztriai Labinban, akkori olasz nevén Albonában.
Az első világháború végén, az Osztrák-Magyar Monarchia felbomlásakor olasz seregek szállták meg Isztria és Dalmácia egyes régióit. Még a fasiszta hatalomátvétel előtt, a fasiszta milíciák megtámadták a trieszti munkáskamara székhelyét, az épületet felgyújtották, s bántalmazták az arsiai bányászok képviselőit. Mindez általános sztrájkot váltott ki a kb. kétezer főt számláló albonai bányászok körében. Ellenőrzésük alá vonták a bányákat, kikiáltották a köztársaságot, bizottmányokat hoztak létre, s megalapították a vörös őrséget a fasiszták ellenében. Március 2-től saját kezükbe vették a kitermelést is. A helyi földművesek egy része szintén a bányászok mellé állt. Végül az olasz hatóságok elhatározták, hogy fegyveres erővel számolják föl a köztársaságot, s április 8-án az olasz hadsereg megtámadta a bányászokat, s letörte ellenállásukat.
Az Albonai Köztársaságot úgy tartják számon, mint az első antifasiszta felkelést.